# Elie-Charles Abraham
Elie-Charles Abraham (Madagáscar, 1919 - ) é um poeta e ensaista de Madagáscar, escritor prolífico entre as décadas de 1950 e 1970. Escreveu principalmente em francês, mas também publicou poemas em malgaxe. Foi diretor de uma revista literária e política bilíngue chamada Anivon’ ny riaka — l’île australe (A Ilha Austral), que fundou junto com Régis Rajemisa-Raolison.
Sua literatura se baseia sobre o estilo francês então estabelecido, utilizando elementos de história e etnografia para elogiar a beleza natural da ilha, descrevendo-a como um lugar livre de dificuldades políticas, sociais e econômicas, ainda que contivesse, por outro lado, um tom melancólico.

## Bilbiografia
- Gikandi, Simon, ed. (2003). Encyclopedia of African literature [Enciclopédia da literatura Africana]. [S.l.]: Routledge